# ضريبة التضخم
تعد ضريبة التضخم هي الأكثر عدم شفافية بين جميع الضرائب من حيث الطريقة التي يتم بها دفع الضريبة غير مفهومة جيدًا ويصعب حساب مبلغ الإيرادات الحقيقية (أو القوة الشرائية) التي حصلت عليها الحكومة. علاوة على ذلك، يتم إخفاء هذه الإيرادات بشكل عام من خلال حقيقة أن الحكومة تضخ الأموال التي تم إنشاؤها حديثًا في الاقتصاد عن طريق شراء السندات وليس السلع. بالإضافة إلى ذلك، تختلف إيرادات ضريبة التضخم باختلاف معدل تكوين النقود، وليس بالضرورة أن تزيد الإيرادات عندما يزيد معدل نمو النقود.